# Ostropka
Ostropka – potok, lewy dopływ Kłodnicy o długości 6,49 km i szerokości koryta w średnim biegu około 1,2 m.
Potok płynie na terytorium Gliwic. Źródła Ostropki znajdują się na północnych obrzeżach dzielnicy Ostropa, od której bierze swą nazwę. Następnie płynie przez Wójtową Wieś w sztucznie pogłębionym korycie pomiędzy ulicami Wójtowską i Daszyńskiego a następnie pomiędzy ulicami Dolnej Wsi i Słowackiego (na tym odcinku wzdłuż potoku prowadzi wysadzana lipami aleja spacerowa). Począwszy od okolic Gliwickiego Teatru Muzycznego dolny bieg potoku jest skanalizowany. Kanał prowadzi pod ulicami Nowy Świat, Jana Pawła II i Dworcową. Skanalizowana Ostropka wpływa do Kłodnicy tuż przy moście nad tą ostatnią w ciągu ulicy Dworcowej. 
Dopływem Ostropki jest Wójtowianka wpływający prawostronnie do jej podziemnego odcinka w pobliżu Gliwickiego Teatru Muzycznego.
Ostropka jest silnie zanieczyszczona ściekami komunalnymi z Ostropy i Wójtowej Wsi. Niekiedy nazwa Ostropka jest mylnie przenoszona na ten ostatni strumień, szczególnie przez mieszkańców osiedla Sikornik, którzy ze względu na zbyt dużą odległość nie znają lokalizacji właściwej Ostropki.
Decyzją z 27 grudnia 2022 do rejestru zabytków (nr rej. A/1102/22) wpisano aleję drzew rosnących wzdłuż Ostropki, złożoną z  układu lip i klonów, na odcinku od ul. J. Słowackiego do ul. Dolnej Wsi.